# Campeonato Brasileiro Série A 1998
Die Campeonato Brasileiro Série A 1998 war die 42. Spielzeit der höchsten brasilianischen Fußballliga, der Série A.

## Saisonverlauf
Die Série A startete am 25. Juli 1998 in ihre neue Saison und endete am 23. Dezember 1998. Die Meisterschaft wurde vom nationalen Verband CBF ausgerichtet. Um die Größe der Liga wieder anzupassen, mussten am Saisonende vier Mannschaften absteigen, da die Liga in der Saison 1999 um zwei Mannschaften verkleinert werden sollte.
Während des Wettbewerbs trafen alle 24 Vereine der Série A anhand eines vor der Saison festgelegten Spielplans einmal. Die besten acht Mannschaften trafen danach in einer KO-Runde nochmals in einer Partie aufeinander. Die KO-Runde und das Finale wurden nach der Regel "Best of three" ausgespielt. Die Abschlusstabelle inklusive der Ergebnisse aus den KO-Spielen, wurde zur Festlegung der Qualifikation für die internationalen Wettbewerbe herangezogen.
Nach der Saison wurden wie jedes Jahr Auszeichnungen an die besten Spieler des Jahres vergeben. Der „Goldenen Ball“, vergeben von der Sportzeitschrift Placar, ging an Edílson vom Meister SC Corinthians. Torschützenkönig mit 21 Treffern wurde Viola vom FC Santos.

## Vorrunden-Tabelle
| Pl. | Verein               | Sp. | S  | U | N  | Tore    | Diff. | Punkte |
| --- | -------------------- | --- | -- | - | -- | ------- | ----- | ------ |
| 1.  | SC Corinthians       | 23  | 14 | 4 | 5  | 046:300 | +16   | 46     |
| 2.  | SE Palmeiras         | 23  | 14 | 3 | 6  | 046:320 | +14   | 45     |
| 3.  | Coritiba FC          | 23  | 11 | 9 | 3  | 032:260 | +6    | 42     |
| 4.  | FC Santos            | 23  | 11 | 8 | 4  | 046:290 | +17   | 41     |
| 5.  | Sport Recife         | 23  | 11 | 7 | 5  | 034:220 | +12   | 40     |
| 6.  | Portuguesa           | 23  | 11 | 7 | 5  | 044:340 | +10   | 40     |
| 7.  | Cruzeiro EC          | 23  | 10 | 7 | 6  | 042:280 | +14   | 37     |
| 8.  | Grêmio FBPA          | 23  | 10 | 6 | 7  | 032:300 | +2    | 36     |
| 9.  | Atlético Mineiro     | 23  | 9  | 9 | 5  | 038:330 | +5    | 36     |
| 10. | CR Vasco da Gama (M) | 23  | 9  | 7 | 7  | 034:240 | +10   | 34     |
| 11. | CR Flamengo          | 23  | 9  | 6 | 8  | 037:340 | +3    | 33     |
| 12. | SC Internacional     | 23  | 9  | 5 | 9  | 025:250 | ±0    | 32     |
| 13. | EC Vitória           | 23  | 9  | 3 | 11 | 031:380 | −7    | 30     |
| 14. | Botafogo FR          | 23  | 7  | 8 | 8  | 035:370 | −2    | 29     |
| 15. | FC São Paulo         | 23  | 8  | 3 | 12 | 034:350 | −1    | 27     |
| 16. | Athletico Paranaense | 23  | 7  | 6 | 10 | 032:320 | ±0    | 27     |
| 17. | AA Ponte Preta (N)   | 23  | 7  | 5 | 11 | 025:340 | −9    | 26     |
| 18. | EC Juventude         | 23  | 6  | 8 | 9  | 024:320 | −8    | 26     |
| 19. | Guarani FC           | 23  | 6  | 7 | 10 | 034:390 | −5    | 25     |
| 20. | Paraná Clube         | 23  | 7  | 3 | 13 | 025:410 | −16   | 24     |
| 21. | América Mineiro (N)  | 23  | 6  | 5 | 12 | 026:390 | −13   | 23     |
| 22. | Goiás EC             | 23  | 5  | 7 | 11 | 029:370 | −8    | 22     |
| 23. | CA Bragantino        | 23  | 5  | 6 | 12 | 020:370 | −17   | 21     |
| 24. | América FC (RN)      | 23  | 3  | 6 | 14 | 024:470 | −23   | 15     |

| (M) | Meister des Vorjahres           |
| (N) | Aufsteiger aus der Série B 1997 |

## KO-Runde
Die KO-Runde und das Finale wurden nach der Regel "Best of three" ausgespielt.
|  | Viertelfinale | Viertelfinale  | Viertelfinale  | Viertelfinale | Viertelfinale |   |             | Halbfinale  | Halbfinale | Halbfinale | Halbfinale | Halbfinale |  |  | Finale | Finale | Finale | Finale | Finale |
|  |               |                |                |               |               |   |             |             |            |            |            |            |  |  |        |        |        |        |        |
|  | 7.            | Cruzeiro EC    | 2              | 1             | 3             |   |             |             |            |            |            |            |  |  |        |        |        |        |        |
|  | 2.            | SE Palmeiras   | 1              | 2             | 2             |   |             |             |            |            |            |            |  |  |        |        |        |        |        |
|  | 2.            | SE Palmeiras   | 1              | 2             | 2             |   | Cruzeiro EC | 3           | 1          | 1          |            |            |  |  |        |        |        |        |        |
|  |               |                |                |               |               |   | Cruzeiro EC | 3           | 1          | 1          |            |            |  |  |        |        |        |        |        |
|  |               |                | Portuguesa     | 1             | 2             | 0 |             |             |            |            |            |            |  |  |        |        |        |        |        |
|  | 6.            | Portuguesa     | Portuguesa     | 1             | 2             | 0 | 3           | 0           | 2          |            |            |            |  |  |        |        |        |        |        |
|  | 6.            | Portuguesa     |                |               |               |   |             | 0           | 2          |            |            |            |  |  |        |        |        |        |        |
|  | 3.            | Coritiba FC    | 1              | 0             | 2             |   |             |             |            |            |            |            |  |  |        |        |        |        |        |
|  |               |                |                |               |               |   |             | Cruzeiro EC | 2          | 1          | 0          |            |  |  |        |        |        |        |        |
|  |               |                | SC Corinthians | 2             | 1             | 2 |             |             |            |            |            |            |  |  |        |        |        |        |        |
|  | 5.            | Sport Recife   | 3              | 1             | 0             |   |             |             |            |            |            |            |  |  |        |        |        |        |        |
|  | 4.            | FC Santos      | 1              | 2             | 3             |   |             |             |            |            |            |            |  |  |        |        |        |        |        |
|  | 4.            | FC Santos      | 1              | 2             | 3             |   | FC Santos   | 2           | 0          | 1          |            |            |  |  |        |        |        |        |        |
|  |               |                |                |               |               |   | FC Santos   | 2           | 0          | 1          |            |            |  |  |        |        |        |        |        |
|  |               |                | SC Corinthians | 1             | 2             | 1 |             |             |            |            |            |            |  |  |        |        |        |        |        |
|  | 8.            | Grêmio FBPA    | SC Corinthians | 1             | 2             | 1 | 0           | 2           | 0          |            |            |            |  |  |        |        |        |        |        |
|  | 8.            | Grêmio FBPA    |                |               |               |   |             | 2           | 0          |            |            |            |  |  |        |        |        |        |        |
|  | 1.            | SC Corinthians | 1              | 0             | 1             |   |             |             |            |            |            |            |  |  |        |        |        |        |        |

## Finale
1. Spiel
| Cruzeiro EC                                   | Cruzeiro EC | SC Corinthians | SC Corinthians |
| --------------------------------------------- | --- | --- | -------------- |
| Cruzeiro EC                                   | \| 3. Dezember 1998 in Belo Horizonte (Mineirão) \| \| Ergebnis: 2:2 (2:0) \| \| Zuschauer: 87.619 \| \| Schiedsrichter: Carlos Simon \|                                    | \| 3. Dezember 1998 in Belo Horizonte (Mineirão) \| \| Ergebnis: 2:2 (2:0) \| \| Zuschauer: 87.619 \| \| Schiedsrichter: Carlos Simon \|                                             | SC Corinthians |
| Cruzeiro EC                                   | Dida, Ronaldo, Marcelo Djian, Wilson Gottardo, Gustavo, Marcos Paulo (Wolnei Caio), Djair, Valdo, Müller (Ricardinho), Fábio Júnior, Marcelo Ramos Cheftrainer: Levir Culpi | Nei, Índio, Batata, Carlos Gamarra, Gilmar Fubá, Sylvinho, Vampeta, Freddy Rincón (Ricardinho), Marcelinho Carioca, Edílson (Amaral), Didi (Dinei) Cheftrainer: Vanderlei Luxemburgo | SC Corinthians |
| Cruzeiro EC                                   | 1:0 Valdo (2.) 2:0 Müller (2.) | 2:1 Mancini (31.) 2:2 Marcelinho Carioca (56.) | SC Corinthians |
| Cruzeiro EC                                   | Batata | | SC Corinthians |
| 3. Dezember 1998 in Belo Horizonte (Mineirão) | | |                |
| Ergebnis: 2:2 (2:0)                           | | |                |
| Zuschauer: 87.619                             | | |                |
| Schiedsrichter: Carlos Simon                  | | |                |

2. Spiel
| SC Corinthians                                      | SC Corinthians | Cruzeiro EC | Cruzeiro EC |
| --------------------------------------------------- | --- | --- | ----------- |
| SC Corinthians                                      | \| 20. Dezember 1998 in São Paulo (Estádio do Morumbi) \| \| Ergebnis: 1:1 (0:0) \| \| Zuschauer: 50.187 \| \| Schiedsrichter: Luciano Augusto Almeida \|                            | \| 20. Dezember 1998 in São Paulo (Estádio do Morumbi) \| \| Ergebnis: 1:1 (0:0) \| \| Zuschauer: 50.187 \| \| Schiedsrichter: Luciano Augusto Almeida \|               | Cruzeiro EC |
| SC Corinthians                                      | Nei, Índio, Batata, Carlos Gamarra, Gilmar Fubá (Amaral), Sylvinho, Vampeta, Freddy Rincón, Marcelinho Carioca, Edílson (Mirandinha), Didi (Dinei) Cheftrainer: Vanderlei Luxemburgo | Dida, Marcelo Djian, Wilson Gottardo, Gustavo, Gilberto, Valdir (Wolnei Caio), Ricardinho (Marcelo Ramos), Djair, Valdo, Müller, Fábio Júnior, Cheftrainer: Levir Culpi | Cruzeiro EC |
| SC Corinthians                                      | 1:0 Marcelinho Carioca (58.) | 1:1 Marcelo Ramos (69.) | Cruzeiro EC |
| SC Corinthians                                      | Gilmar Fubá, Marcelinho Carioca | Gustavo | Cruzeiro EC |
| 20. Dezember 1998 in São Paulo (Estádio do Morumbi) | | |             |
| Ergebnis: 1:1 (0:0)                                 | | |             |
| Zuschauer: 50.187                                   | | |             |
| Schiedsrichter: Luciano Augusto Almeida             | | |             |

3. Spiel
| SC Corinthians                                      | SC Corinthians | Cruzeiro EC | Cruzeiro EC |
| --------------------------------------------------- | --- | --- | ----------- |
| SC Corinthians                                      | \| 23. Dezember 1998 in São Paulo (Estádio do Morumbi) \| \| Ergebnis: 2:0 (0:0) \| \| Zuschauer: 57.230 \| \| Schiedsrichter: Carlos Simon \|                                      | \| 23. Dezember 1998 in São Paulo (Estádio do Morumbi) \| \| Ergebnis: 2:0 (0:0) \| \| Zuschauer: 57.230 \| \| Schiedsrichter: Carlos Simon \|                                  | Cruzeiro EC |
| SC Corinthians                                      | Nei, Índio, Batata (Cris), Carlos Gamarra, Sylvinho, Vampeta, Freddy Rincón, Ricardinho (Amaral), Marcelinho Carioca, Mirandinha (Dinei), Edílson Cheftrainer: Vanderlei Luxemburgo | Dida, Gustavo (Alex Alves), Marcelo Djian, João Carlos, Gilberto, Valdir (Marcelo Ramos), Djair, Ricardinho (Wolnei Caio), Valdo, Müller, Fábio Júnior Cheftrainer: Levir Culpi | Cruzeiro EC |
| SC Corinthians                                      | 1:0 Edílson (70.) 2:0 Marcelinho Carioca (80.) | | Cruzeiro EC |
| SC Corinthians                                      | Batata, Rincón | Gustavo | Cruzeiro EC |
| 23. Dezember 1998 in São Paulo (Estádio do Morumbi) | | |             |
| Ergebnis: 2:0 (0:0)                                 | | |             |
| Zuschauer: 57.230                                   | | |             |
| Schiedsrichter: Carlos Simon                        | | |             |

## Abschlusstabelle
Die Tabelle der Vorrunde wurde ergänzt um die erzielten Tore und Anzahl der Spiele der KO-Runde.
| Pl. | Verein               | Sp. | S  | U  | N  | Tore    | Diff. | Punkte |
| --- | -------------------- | --- | -- | -- | -- | ------- | ----- | ------ |
| 1.  | SC Corinthians       | 32  | 18 | 7  | 7  | 057:380 | +19   | 61     |
| 2.  | Cruzeiro EC          | 32  | 14 | 9  | 9  | 056:410 | +15   | 51     |
| 3.  | FC Santos            | 29  | 14 | 9  | 6  | 055:370 | +18   | 51     |
| 4.  | Portuguesa           | 29  | 13 | 9  | 7  | 052:420 | +10   | 48     |
| 5.  | SE Palmeiras         | 26  | 15 | 3  | 8  | 051:380 | +13   | 48     |
| 6.  | Coritiba FC          | 26  | 11 | 11 | 4  | 035:310 | +4    | 44     |
| 7.  | Sport Recife         | 26  | 13 | 4  | 9  | 038:280 | +10   | 43     |
| 8.  | Grêmio FBPA          | 26  | 11 | 6  | 9  | 034:320 | +2    | 39     |
| 9.  | Atlético Mineiro     | 23  | 9  | 9  | 5  | 038:330 | +5    | 36     |
| 10. | CR Vasco da Gama     | 23  | 9  | 7  | 7  | 034:240 | +10   | 34     |
| 11. | CR Flamengo (M)      | 23  | 9  | 6  | 8  | 037:340 | +3    | 33     |
| 12. | SC Internacional     | 23  | 9  | 5  | 9  | 025:250 | ±0    | 32     |
| 13. | EC Vitória           | 23  | 9  | 3  | 11 | 031:380 | −7    | 30     |
| 14. | Botafogo FR          | 23  | 7  | 8  | 8  | 035:370 | −2    | 29     |
| 15. | FC São Paulo         | 23  | 8  | 3  | 12 | 034:350 | −1    | 27     |
| 16. | Athletico Paranaense | 23  | 7  | 6  | 10 | 032:320 | ±0    | 27     |
| 17. | AA Ponte Preta (N)   | 23  | 7  | 5  | 11 | 025:340 | −9    | 26     |
| 18. | EC Juventude         | 23  | 6  | 8  | 9  | 024:320 | −8    | 26     |
| 19. | Guarani FC           | 23  | 6  | 7  | 10 | 034:390 | −5    | 25     |
| 20. | Paraná Clube         | 23  | 7  | 3  | 13 | 025:410 | −16   | 24     |
| 21. | América Mineiro (N)  | 23  | 6  | 5  | 12 | 026:390 | −13   | 23     |
| 22. | Goiás EC             | 23  | 5  | 7  | 11 | 029:370 | −8    | 22     |
| 23. | CA Bragantino        | 23  | 5  | 6  | 12 | 020:370 | −17   | 21     |
| 24. | América FC (RN)      | 23  | 3  | 6  | 14 | 024:470 | −23   | 15     |

| (M) | Meister des Vorjahres           |
| (N) | Aufsteiger aus der Série B 1997 |

## Torschützenliste
| Pl. | Nat.        | Spieler              | Verein           | Tore    |
| --- | ----------- | -------------------- | ---------------- | ------- |
| 1   | Brasilianer | Viola                | FC Santos        | 21 Tore |
| 2   | Brasilianer | Marcelinho Carioca   | Corinthians      | 19 Tore |
| 3   | Brasilianer | Fábio Júnior Pereira | Cruzeiro         | 18 Tore |
| 3   | Brasilianer | Valdir               | Atlético Mineiro | 18 Tore |
| 5   | Brasilianer | Edílson              | Corinthians      | 15 Tore |
| 5   | Brasilianer | Leandro Amaral       | Portugesa        | 15 Tore |
| 5   | Brasilianer | Oseas                | Palmeiras        | 15 Tore |

Liste der Fußball-Torschützenkönige Série A (Brasilien)